# Datormoln

Bilden illustrerar hur datormoln fungerar.

Datormoln, även kallat molntjänster eller molnet, är IT-tjänster som tillhandahålls över ett datornät, ofta internet, i synnerhet funktioner som traditionellt sköts på egna datorer men genom molnet sköts av någon annan. Det kan till exempel handla om tillämpningsprogram, serverprogram och lagring av data.
Molntjänster är en term som valts på svenska för det engelska namnet cloud computing. Även termen it-moln förekommer.
Det finns många olika typer av molntjänster. Vanligen behöver användaren inte särskilt kraftfulla datorer eller annan programvara än operativsystem, webbläsare och en uppsättning program som körs via webbläsaren (t.ex. tolk för java och flash). Om all datahantering sker inom ramen för molntjänsten behöver användaren alltså inte underhålla andra tillämpningsprogram eller serverdatorer. Också till exempel säkerhetskopiering sker normalt inom ramen för tjänsten. Därmed är det meningen att kunden skall kunna avstå från egen specialiserad IT-personal. Sådan personal kan dock behövas för att bedöma behoven av, kostnaderna för och kvaliteten på molntjänsten, för underhållet av de personliga datorerna och för att underhålla brandväggar och annan infrastruktur för uppkopplingen.
Den som erbjuder molntjänster har ofta möjlighet att hålla sig med stor datorkapacitet och en snabb uppkoppling till Internet, vilket kan vara en fördel för den som med kort varsel behöver betydligt större resurser än tidigare.
Samtidigt som kundens ansvar för underhåll minskar blir det svårare att kontrollera att underhåll och säkerhet sköts så som sig bör. Dessutom tillkommer, i synnerhet om tjänsterna tillhandahålls utomlands, problem med ansvarsfördelning, med hur lagarna i de berörda länderna samverkar och möjligen med hur kommunikationerna kan skyddas (då man inte kan begränsa dem till ett skyddat intranät).
Datormoln omfattar programvara på nätet (SaaS, software as a service), Web 2.0 och annan teknisk utveckling där Internet används för att tillgodose slutanvändarnas IT-behov, exempelvis genom att använda en webbläsare och via den köra ett program som finns på en främmande server. Fördelar med molntjänster är att användaren inte själv behöver uppdatera, installera eller ta säkerhetskopior av sin data. Detta sköter leverantören av molntjänsten åt användaren.
Utlokaliseringen av datatjänsterna innebär att organisationen delvis förlorar kontrollen över dem. Datasäkerheten beror då inte enbart på den egna verksamheten, utan också på den som erbjuder tjänsterna. Lagstiftningen i landet där organisationen verkar och landet där tjänsterna produceras, kan ställa olika, oförenliga krav. Till exempel varnar datasäkerhetsexperten Caspar Bowden att företag i USA kan vara förpliktigade att lämna ut skyddade uppgifter om EU-medborgare till de lokala myndigheterna.

## Historik
Ursprunget av begreppet cloud computing är oklart. Uttrycket cloud (moln) används inom vetenskapen i olika sammanhang för att beskriva en större anhopning av någonting som betraktas från ett tänkbart eller äkta avstånd (som ett moln), och som förutsätts innehålla en uppsättning av någonting, som exempelvis information. Tillförlitligheten kan oftast inte kontrolleras beroende på det imaginära avståndet.
John McCarthy påpekade under 1960-talet att datoranvändning i framtiden skulle kunna komma att organiseras som en allmän nyttighet. Nästan alla faktorer som kännetecknar dagens molntjänster – elastiskt utbud, erbjudna/marknadsförda som verktyg, online, illusionen av oändlig tillgång, jämförelsen med eldistribution, offentlig, privat, statlig, kommunal och föreningsdistribution – diskuterades grundligt i Douglas Parkhills bok The Challenge of the Computer Utility 1966.  Andra forskare har visat att rötterna till molntjänster inom datorvärlden går ända tillbaka till 1950-talet, när forskare som Herb Grosch gjorde antagandet att hela världen i framtiden skulle fungera på genom mottagande terminaler matade av omkring 15 stora datacentraler.
I datorsammanhang kom molnsymbolen att användas i illustrationer och diagram som beskrev nätverket för uppringda anslutningar. I ett sådant förenklat diagram är det underförstått att detaljerna för hur slutpunkterna (som t.ex. servrar eller persondatorer) är anslutna inte är relevanta för att förstå själva diagrammet. Molnet som symbol användes för att beskriva Internet så tidigt som 1994, där servrar visades som anslutna till molnet, men utanför detta.
Senare under 1990-talet började telekommunikationsföretag, som tidigare koncentrerat sig på att tillverka specialiserade datakretsar, erbjuda virtuella privata nätverkstjänster (VPN-tjänster) till en lägre kostnad. Genom att växla trafik mellan servrarna och på ett lämpligt sätt balansera serveranvändningen, kunde de använda den total bandbredden på ett effektivare sätt. De började att använda molnsymbolen för att beteckna gränspunkten mellan vad leverantören var ansvarig för och vad användarna var ansvariga för. Molntänkandet förlängde denna gräns till att täcka alla servrar liksom nätinfrastrukturen.  När datorer blev vanligare, undersökte forskare och tekniker olika sätt att göra storskalig datorkraft tillgänglig för fler användare genom tidsdelning, via experiment med algoritmer för att ge en optimal användning av infrastruktur, plattform och applikationer som prioriterade CPU och effektivitet för slutanvändarna.
År 2002 lanserade Amazon en molntjänst i syfte att effektivisera sin egen verksamhet. Tjänsten visade sig vara framgångsrik och ledde till att företaget år 2006 även bjöd in andra företag att använda deras tjänst, mot betalning. Samma år lanserade Google tjänsterna Docs och Spreadsheets som låter användarna skapa och spara text- och kalkyldokument online istället för på sin egen hårddisken. År 2011 lanserade Apple sin tjänst Icloud som låter Iphone-användare spara bilder och filer på nätet istället för i sin telefon.

## Exempel på molntjänster
- Microsoft Exchange Online (e-post)
- Gmail (e-post)
- Google Drive (kontorslösning)
- Flickr (bilder)
- Dropbox (fillagring)
- Icloud (fillagring m.m.)
- Diino (fillagring, backup)
- Office 365 (Microsoft Office 365, en kontorslösning)
- Soundcloud (musik)